# Campionati europei di judo 1954
I Campionati europei di judo 1954 sono stati la 4ª edizione della competizione organizzata dalla European Judo Union.
Si sono svolti a Bruxelles, in Belgio, dal 10 al 11 dicembre 1954.

## Medagliere
| Pos.   | Nazione        | Oro | Argento | Bronzo | Totale |
| ------ | -------------- | --- | ------- | ------ | ------ |
| 1      | Francia        | 2   | 3       | 2      | 6      |
| 2      | Paesi Bassi    | 1   | 0       | 2      | 3      |
| 3      | Belgio         | 1   | 0       | 0      | 1      |
| 4      | Regno Unito    | 0   | 1       | 1      | 2      |
| 5      | Germania Ovest | 0   | 0       | 1      | 1      |
| 5      | Italia         | 0   | 0       | 1      | 1      |
| 5      | Spagna         | 0   | 0       | 1      | 1      |
| Totale | Totale         | 5   | 5       | 10     | 20     |

## Podi

### Uomini
| Evento         | Oro             | Argento          | Bronzo                                 |
| 1º dan         | Daniel Outelet  | Gilbert Briskine | Enrique Aparicio André Colonges        |
| 2º dan         | Michel Dupré    | Douglas Young    | Richard Unterburger Piet van der Geest |
| 3º dan         | Bernard Pariset | Lucien Colonges  | Jan van der Horst Alfred Grabert       |
| Categoria Open | Anton Geesink   | Henri Courtine   | Guy Cauquil Nicola Tempesta            |